# Алексєєв Анатолій Арсенійович
Анато́лій Арсе́нійович Алексє́єв (22 березня 1935, Уфа, нині Башкортостан, Російська Федерація — 21 червня 2006, Київ) — український математик, кібернетик. Доктор технічних наук (1992), професор (1994).

## Біографічні дані

Могила Анатолія Алексєєва та його родини, Байкове кладовище

Народився 22 березня 1935 року в Уфі, РРФСР.
У 1958 закінчив Механіко-математичний факультет Київського університету.
1958—1960 працював в Інституті кібернетики АН УРСР, 1961—1965 — у Київському вищому радіолокаційному училищі, 1965—1994 — в Обчислювальному центрі Міністерства економіки України.
Від 1994 — професор кафедри економічної кібернетики економічного факультету Київського університету. Викладає нормативні курси та спецкурси «Макроекономіка», «Фінансова математика», «Експертні системи», «Економіко-математичне моделювання».
Член наукового товариства імені Сергія Подолинського.
Нагороджено медалями «1500-річчя Києва», «Ветеран праці».
Дружина — Юлія Капітонова (1935—2008), кібернетик, доктор фізико-математичних наук. Помер на 72-му році життя 21 червня 2006 року в Києві. Був кремований, прах похований в колумбарії Байкового кладовища (50°24′53.67″ пн. ш. 30°30′4.02″ сх. д. / 50.4149083° пн. ш. 30.5011167° сх. д.).

## Наукова діяльність
Наукові дослідження з проблем прогнозування соціально-економічного розвитку України, фінансово-економічного аналізу.
Автор понад 100 наукових праць, зокрема у «Віснику Київського національного університету імені Тараса Шевченка», наукових журналах «Кібернетика», «Математичні машини і системи», «Економіка України», «Банківська справа», «Фінанси України», «Економіка і управління» та інші.

## Основні наукові праці
- Алєксєєв А. А., Василик О. Д., Костіна Н. І. Фінансове прогнозування: методи та моделі. — Київ: Знання, 1997.
- Алєксєєв А. А., Василик О. Д., Костіна Н. І. Фінанси: система моделей і прогнозів. — Київ: Четверта хвиля, 1998.
- Алєксєєв А. А., Костіна Н. І. Фінансове прогнозування в економічних системах. — Москва: ЮНИТИ, 2001.
- Алєксєєв А. А., Костіна Н. І., Мельник П. В. Моделювання фінансів. — Ірпінь: ДПА. 2002.
- Алєксєєв А. А. Узагальнення думок вчених як засіб підготовки економічних рішень. — Київ: Експрес, 2002.